# グロースグロックナー山
グロースグロックナー（Großglockner）は、オーストリアにある山で、国内最高峰である。標高は3,798メートル。ザルツブルク州、ケルンテン州、チロル州の東チロルにまたがる。周囲はホーエ・タウエルン国立公園となっている。

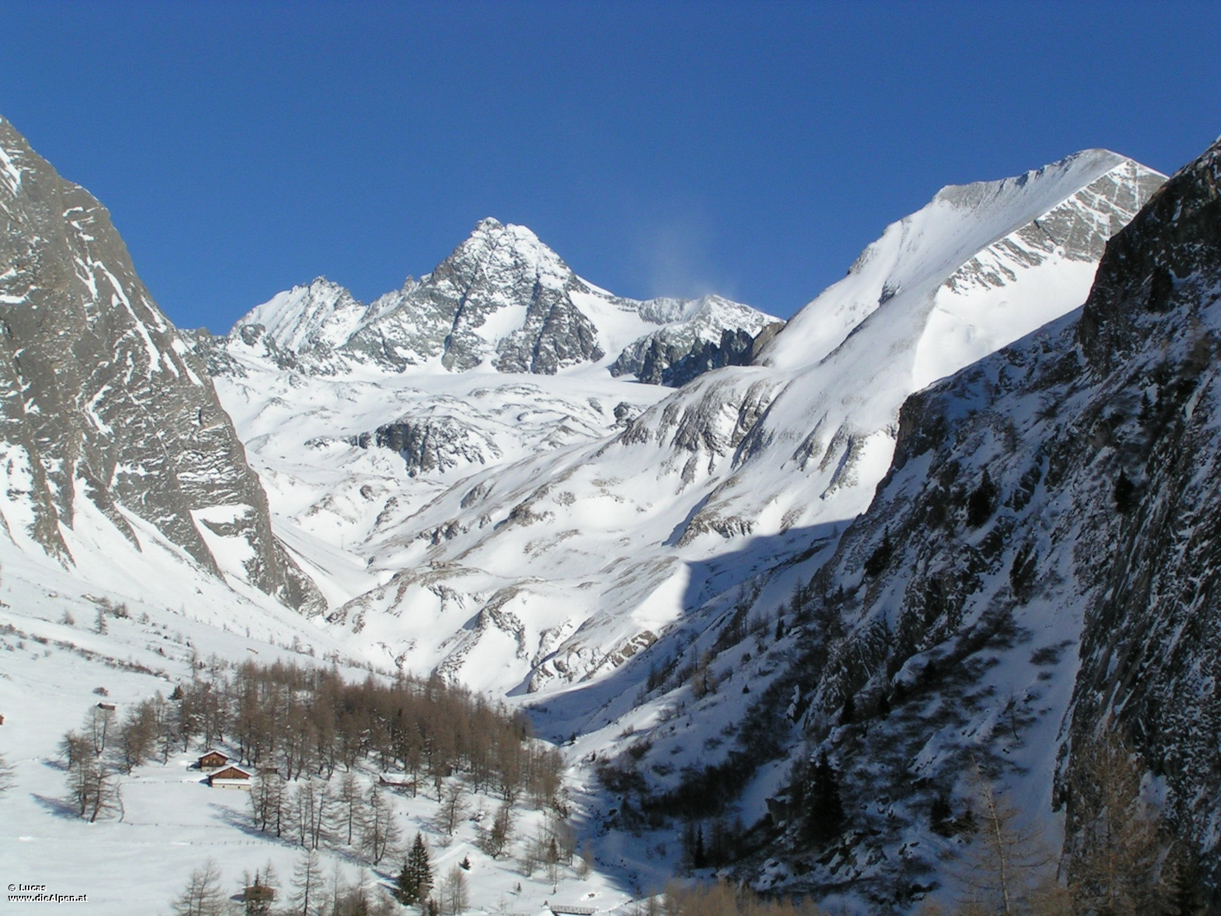
グロスグロックナー
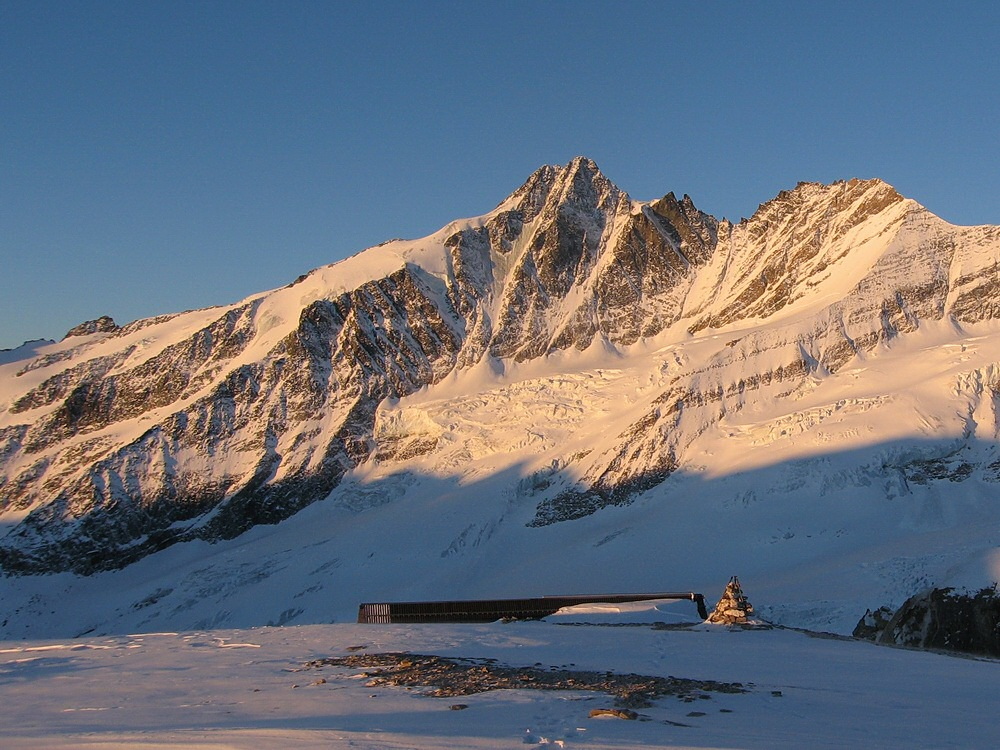
朝日に照らされたグロスグロックナー
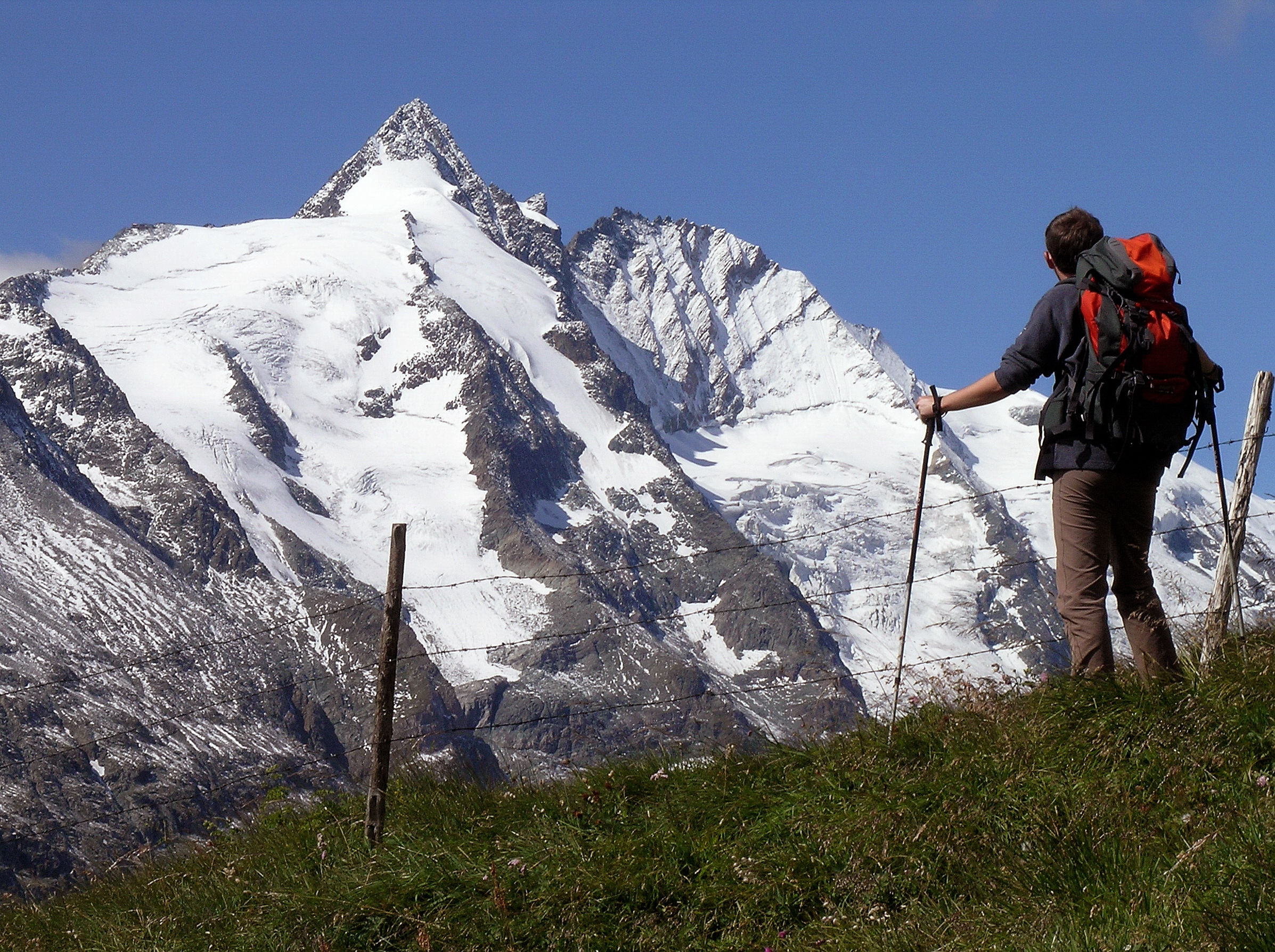
グロスグロックナー
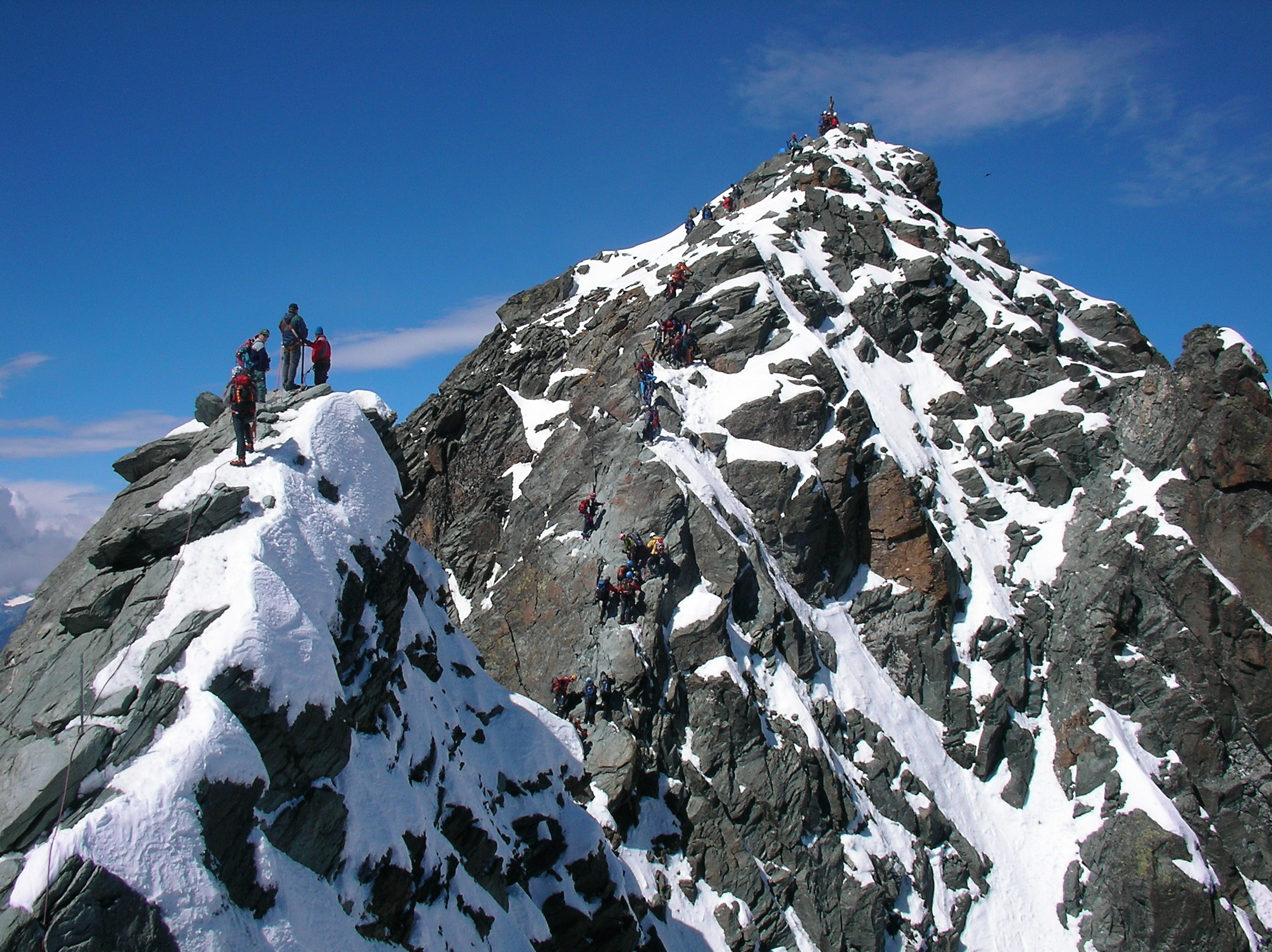
右がグロスグロックナーの山頂